# Wet op de Investeringsrekening
De Wet op de Investeringsrekening (WIR) is een in 1988 afgeschafte Nederlandse wet. Deze toentertijd spraakmakende wet viel onder het ministerie van Economische Zaken.

## Invoering
De wet werd in 1978 door staatssecretaris Andriessen (Economische Zaken) samen met minister Van Aardenne (Economische Zaken) en staatssecretaris Nooteboom (Financiën) tot stand gebracht en gold vanaf 24 mei 1978 (Stb. 1978,368). Voor de uitvoering van de WIR was een Fonds Investeringsrekening ingesteld, dat werd gefinancierd uit de algemene middelen van de Rijksoverheid. De bedoeling van de WIR was ondernemers te stimuleren om te investeren in bedrijfsmiddelen, en dan met name in machines. Dit komt de economie ten goede, vooral de productie van duurzame kapitaalgoederen. Er konden nog extra stimulantia uitgaan naar bepaalde milieuzuinige bedrijfsmiddelen, investeringen in gebieden met hoge werkloosheid e.d. 

## Werking
De WIR gaf ondernemers in de inkomstenbelasting en lichamen in de vennootschapsbelasting de mogelijkheid om een bepaald percentage van investeringen in bepaalde bedrijfsmiddelen in het jaar in mindering te brengen op de belastingaanslag. Er was sprake van een credit-against-tax. De uitvoering hiervan kon resulteren in een negatieve aanslag Vennootschapsbelasting of Inkomstenbelasting, waarbij er dus een teruggaaf volgde. De wet kende verschillende toeslagen, waar de belastingplichtige onder voorwaarden gebruik van kon maken:
- de basispremie;
- de Selectieve Investeringsregeling (SIR);
- de Kleinschaligheidstoeslag (KST);
- de Milieutoeslag (MT)
- de Energietoeslag (ET)

## Afschaffing
Tot 29 februari 1988 was de WIR in Nederland van kracht. Daarna is de deze wet ingetrokken. Er bleek te veel oneigenlijk gebruik van gemaakt te worden. De basispremie werd toen op nihil gesteld. In het laatste weekend (het 'WIR-weekend') werden nog zeer omvangrijke investeringen gedaan door het Nederlandse bedrijfsleven. Dit was voor de overheid reden om tot de zogenaamde WIR-knip over te gaan, waarbij de WIR-premie over meerdere jaren uitgesmeerd werd, wat in feite in strijd met de wet was. Alleen de Kleinschaligheidstoeslag (KST) bleef bestaan. Deze werd met ingang van 1 januari 1990 omgezet in een investeringsaftrek.

### Huidige situatie
Op dit moment kent de Nederlandse fiscale wetgeving een investeringsaftrek (voluit: kleinschaligheidsinvesteringsaftrek) en willekeurige afschrijving als investeringsstimulantia. Beide regelingen zijn opgenomen in de Wet Inkomstenbelasting, maar zij gelden ook voor de ondernemingsvormen die onder de Vennootschapsbelasting vallen, zoals BV en NV. De fiscale tegemoetkomingen zijn thans de volgende:
- Willekeurige afschrijving milieu-bedrijfsmiddelen (Wa-mil, vroeger Va-mil genoemd), art. 3.31 Wet IB
- Willekeurige afschrijving andere aangewezen bedrijfsmiddelen (het kan hier om bepaalde gebieden of groepen van ondernemers gaan), art. 3.34 Wet IB
- Kleinschaligheidsinvesteringsaftrek (Kia), art. 3.41 Wet IB
- Energie-investeringsaftrek (Eia) (voor bepaalde investeringen die energiebesparing beogen), art. 3.42 Wet IB
- Milieu-investeringsaftrek (Mia) (voor bepaalde investeringen die op lijsten van de overheid voorkomen), art. 3.42a Wet IB

Bij de Eia en Mia moet het gaan om nieuwe bedrijfsmiddelen, dat wil zeggen bedrijfsmiddelen die nog niet eerder gebruikt zijn. Dit maakt voor de overige regelingen niet uit. 
Merkwaardig genoeg zijn de investeringsaftrek en de vervroegde afschrijving twee fiscale faciliteiten die ook al bestonden voordat de WIR werd ingevoerd.